# L'appuntamento (film 2022)
L'appuntamento (in macedone Најсреќниот човек на светот?, Najsreḱniot čovek na svetot, lett. "L'uomo più felice del mondo") è un film del 2022 diretto da Teona Strugar Mitevska. È stato presentato in anteprima nella sezione Orizzonti della 79ª Mostra internazionale d'arte cinematografica di Venezia.

## Trama
A Sarajevo, Asja è una quarantacinquenne single che per incontrare l'anima gemella si è iscritta a una grottesca serata di speed date, dove incontra Zoran, un uomo suo coetaneo, tenebroso e introverso. Ma se Asja è lì per cercare l’amore, Zoran è lì per ritrovare la ragazzina a cui trent'anni prima sparava addosso, durante le guerre jugoslave. La scoperta della verità da parte di Asja cambierà radicalmente la serata di tutti i presenti.